# Орден Святого Гроба Господнего Иерусалимского
О́рден Свято́го Гро́ба Госпо́днего Иерусали́мского (лат. Ordo Equestris Sancti Sepulchri Hierosolymitani) — католический рыцарский орден, учреждённый Святым Престолом и непосредственно от него зависящий. Членами Ордена по всему миру являются представители аристократических семей, бизнесмены, политики и учёные. Согласно отчёту, датированному 2010 годом, численность Ордена превышает 28 000 членов. Штаб-квартира Ордена находится в Риме в Палаццо делла Ровере, центр духовной деятельности Ордена находится в монастыре при церкви Сант-Онофрио-аль-Джаниколо.
8 декабря 2019 года куриальный кардинал и ватиканский дипломат кардинал Фернандо Филони был назначен папой Франциском Великим магистром.

## Орден (крест) заслуг перед Иерусалимским Орденом Гроба Господнего
24 апреля 1868 года был создан орден Заслуг перед Иерусалимским орденом Гроба Господня, которым Великий магистр награждает лиц безупречного морального облика, занимающихся благотворительностью, даже если они не могут взять на себя обязательства, которые требуют Статусы ордена от рыцарей и дам. Орден Заслуг имеет три класса: кавалеры и кавалерственные дамы Большого креста, командоры и кавалерственные дамы-командоры, кавалеры и кавалерственные дамы. Знаки ордена: третьего класса — крест на петличной ленте, второго — крест на шейной ленте и звезда, первого — крест на чресплечной ленте, золотая звезда ордена, а также орденская цепь. Награждённые орденом Заслуг не имеют звания членов собственно ордена Гроба Господня.

## Цели и задачи
Цели деятельности Ордена — поддержка и помощь Католической церкви на Святой Земле, укрепление практики христианской жизни самих членов Ордена, сохранение и распространение веры на Ближнем Востоке, привлечение к участию в этом католиков всего мира, а также защита прав Католической церкви на Святой Земле.
Члены Ордена своими взносами осуществляют материальную поддержку различных культурных и социальных проектов Католической церкви на Святой Земле. В их число входят строительство и поддержание школ (которые посещают более 15000 учеников), больниц, церквей, семинарий и многое другое. В период с 2000 по 2007 годы Орден на эти проекты потратил более 50 миллионов долларов США.

## Структура

Во времена Крестовых походов Иерусалимский Крест стал формой и эмблемой Ордена Гроба Господня

Рыцарский Орден Святого Гроба Господнего Иерусалимского — международная организация мирян, членами которой являются также и клирики (составляющие 12% от его общей численности). Орден подразделён на 52 наместничества в разных частях света.
Наместничества организованы по национальному принципу. В крупной стране может быть учреждено несколько наместничеств, каждое из которых имеет собственную территорию юрисдикции. Порядка 52% членов Ордена относятся к Северной и Южной Америке, из них на долю США приходится 48%. В Европе наибольшим количеством членов располагает Италия (23%). Из 52-х наместничеств 24 расположены в Европе, 15 — в США и Канаде, 5 — в Южной Америке, 6 — в Австралии и на Дальнем Востоке.
Орденом управляет и руководит Великий магистр, назначаемый папой из кардиналов Святой Римской церкви. Руководить Орденом ему помогают Великий магистериум и его Президиум, а также Совет Ордена. Самым высокопоставленным лицом после Великого магистра является патриарх Иерусалима, занимающий должность Великого приора Ордена.
В свою очередь члены Ордена делятся на несколько званий в соответствии со степенью заслуг. Высшее звание носят рыцари и дамы цепи. Оно присуждается как клирикам, так и мирянам, но лишь в исключительных случаях, а по праву полагается Великому магистру и патриарху Иерусалима. Далее по иерархии следуют классы рыцарей и дам, имеющих своё деление. Класс рыцарей: рыцари, командоры, командоры со звездой или старшие офицеры, рыцари большого креста. Начиная с 1888 года, по одобрению Льва XIII, в Орден стали посвящать и женщин. Класс дам: дамы, дамы командоры, дамы командоры со звездой, дамы большого креста.
|                  |          |                     |                        |             |
| Геральдика       |          |                     |                        |             |
| Рыцарь (Кавалер) | Командор | Командор со звездой | Рыцарь Большого креста | Рыцарь Цепи |
| Орденские планки |          |                     |                        |             |
| Рыцарь           | Командор | Командор со звездой | Рыцарь Большого креста | Рыцарь Цепи |

| Специальные звания |                               |                                |                               |
| Орденские планки   |                               |                                |                               |
| Пилигрим           | Иерусалимская пальма в бронзе | Иерусалимская пальма в серебре | Иерусалимская пальма в Золоте |

| Орден за заслуги                             |                                                                   |                                                                |
| Орденские планки                             |                                                                   |                                                                |
| Крест за заслуги Гроба Господня в Иерусалиме | Крест за заслуги Гроба Господня в Иерусалиме с серебряной звездой | Крест за заслуги Гроба Господня в Иерусалиме с золотой звездой |

## Известные члены Ордена

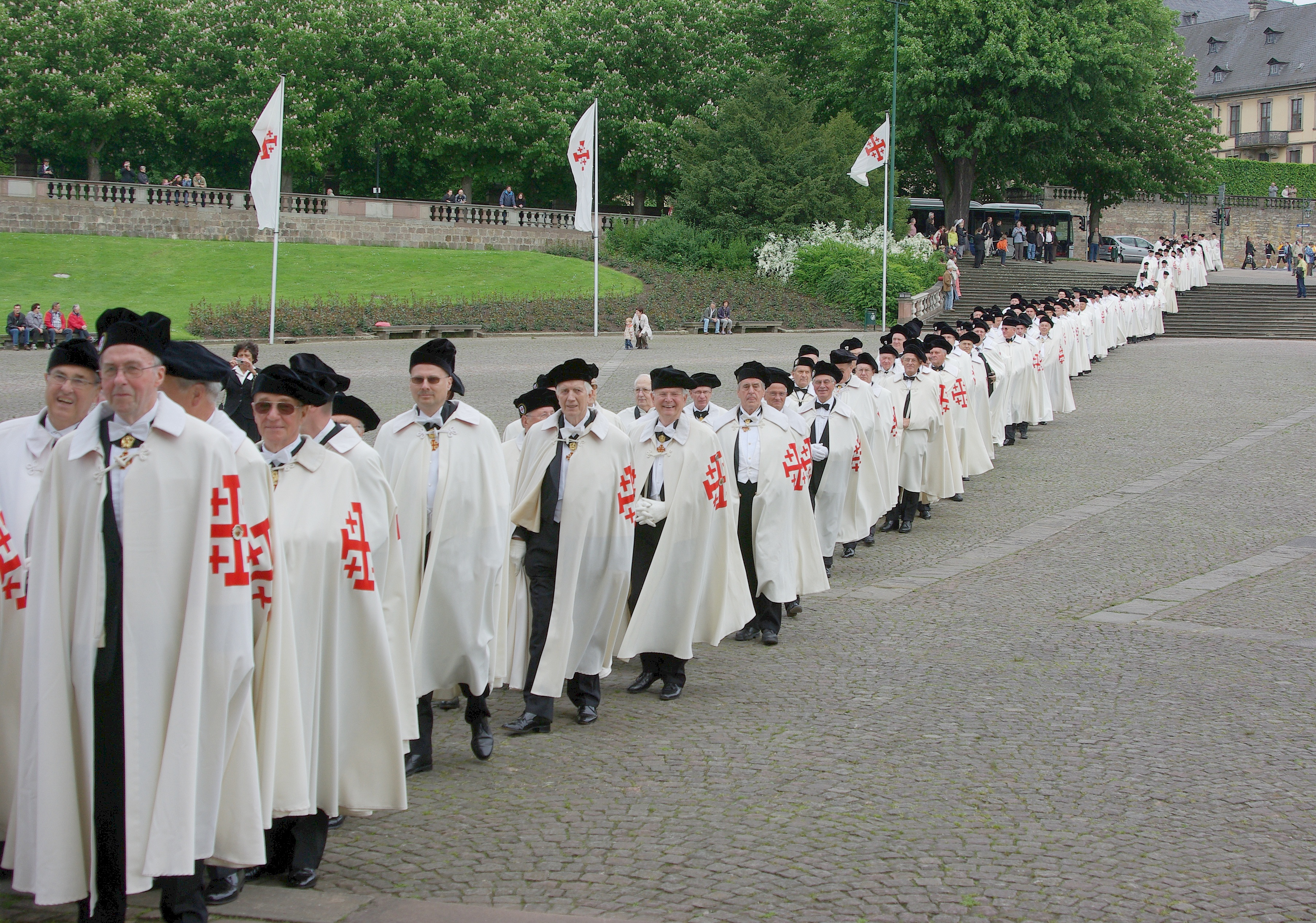
Члены Рыцарского Ордена Святого Гроба Господнего Иерусалимского

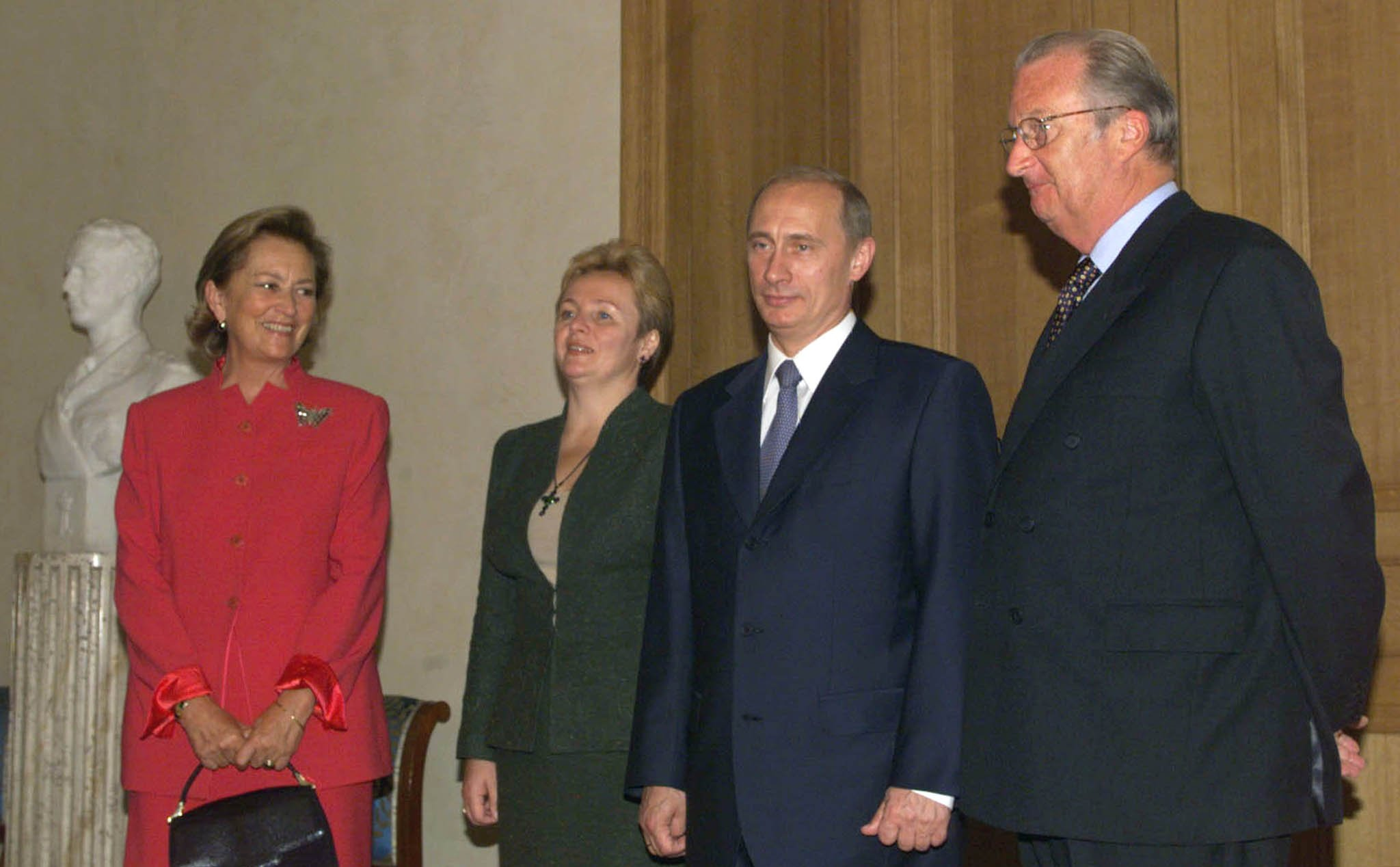
Торжественный завтрак от имени членов Ордена Короля Бельгии Альберта II и Королевы Паолы в честь Владимира и Людмилы Путиных

Орден не занимается политической деятельностью, однако его членами являются влиятельные представители мира политики, бизнеса и научной элиты. Списки членов Ордена недоступны широкой общественности, но известны имена многих публичных лиц, принадлежащих к Ордену, в том числе и королевских особ.
- Испанские короли Альфонс XIII и Хуан Карлос I;
- Бельгийские короли Леопольд II, Альберт I, Бодуэн I, Альберт II и королева Паола;
- Франц Иосиф I — император Австрийской империи и король Богемии с 1848 года, апостолический король Венгрии с 2 декабря 1848 по 14 апреля 1849 года (1-й раз) и с 13 августа 1849 (2-й раз); с 15 марта 1867 года — глава двуединого государства — Австро-Венгерской монархии;
- Вильгельм II — германский император и король Пруссии с 15 июня 1888 года по 9 ноября 1918 года;
- Франц фон Папен — немецкий политический деятель и дипломат, 13-й рейхсканцлер Веймарской республики, Вице-канцлер Германии (1933—1934), министр-президент Пруссии (1932—1933);
- Конрад Аденауэр — первый федеральный канцлер ФРГ (1949—1963);
- Ференц Лист (1811—1886) — венгерский композитор, пианист, педагог, дирижёр, один из крупнейших представителей музыкального романтизма;
- Михаэль Шпинделеггер — австрийский государственный и политический деятель, Министр иностранных дел Австрии с 2008;
- Джулио Андреотти — итальянский политик, христианский демократ, неоднократно являвшийся Председателем Совета министров Италии;
- Джон Фэрроу — кинорежиссёр, сценарист, продюсер и писатель.

## История

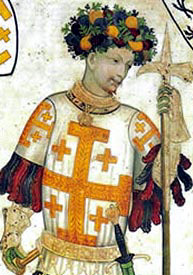
Готфрид Бульонский, один из предводителей Первого крестового похода

Восходит корнями к Готфриду Бульонскому (1060—1100), одному из предводителей Первого крестового похода 1096—1099 годов на Восток. Он был провозглашён правителем Иерусалимского королевства, однако отказался от коронации, предпочтя титул защитника Гроба Господнего. После окончания Первого крестового похода им была основана организация с той же целью, которая в 1113 году была официально признана папой римским. В 1496 году после перенесения управления Орденом из Иерусалима в Рим папа Александр VI возглавил его в ранге Великого магистра.
Истоки Ордена восходят к концу XI — началу XII веков, временам, когда после Первого крестового похода в Палестине возникло Иерусалимское королевство. С одной стороны, Орден относит свои начала к христианскому Братству Регулярных Каноников, которое было основано около Храма Гроба Господнего в Иерусалиме в 1099 году, сразу после покорения города крестоносцами, каноники преследовали религиозные цели и были ответственны за защиту пилигримов. С другой стороны, Орден явился результатом религиозных обычаев пилигримов, которые хотели быть посвящены в рыцари на Святой земле. Ритуал посвящения совершал патриарх, а позднее — Кустод Францисканцев на Святой земле.
Во главе Ордена стоял король иерусалимский, кроме того, Орден находился под руководством патриарха иерусалимского. Рыцари ордена занимались защитой Гроба Господнего и других святых мест Палестины.
В европейских странах были созданы приораты Ордена, которые и после падения Иерусалимского королевства продолжали существовать под протекцией различных монархов, а также Святого Престола.
Папа Пий IX в 1847 восстановил Иерусалимский патриархат и утвердил новый устав Ордена, подчинив его непосредственно Святому Престолу, титул Великого магистра ордена был принят самим папой. Основной задачей ордена стала поддержка деятельности Иерусалимского патриархата и содействие распространению христианской веры в Палестине.
В 1949 году папа Пий XII реформировал управление Орденом, постановив, что титул Великого магистра в дальнейшем должен делегироваться папой одному из кардиналов, а патриарх Иерусалима получил прерогативу Великого приора Ордена.
Папы Иоанн XXIII в 1962 году и Павел VI в 1967 году переработали устав Ордена. В 1996 году папа Иоанн Павел II наделил Орден статусом общественного объединения верующих. В 2007 году папа Бенедикт XVI назначил кардинала Джона Патрика Фоли Великим магистром Ордена, который в 2011 году умер. На его место был назначен Эдвин Фредерик О'Брайен, который занимал место Великого магистра до 2019 года, когда был сменён новым Папой Франциском на кардинала Фернандо Филони.

## Список занимавших должность Великого магистра Ордена

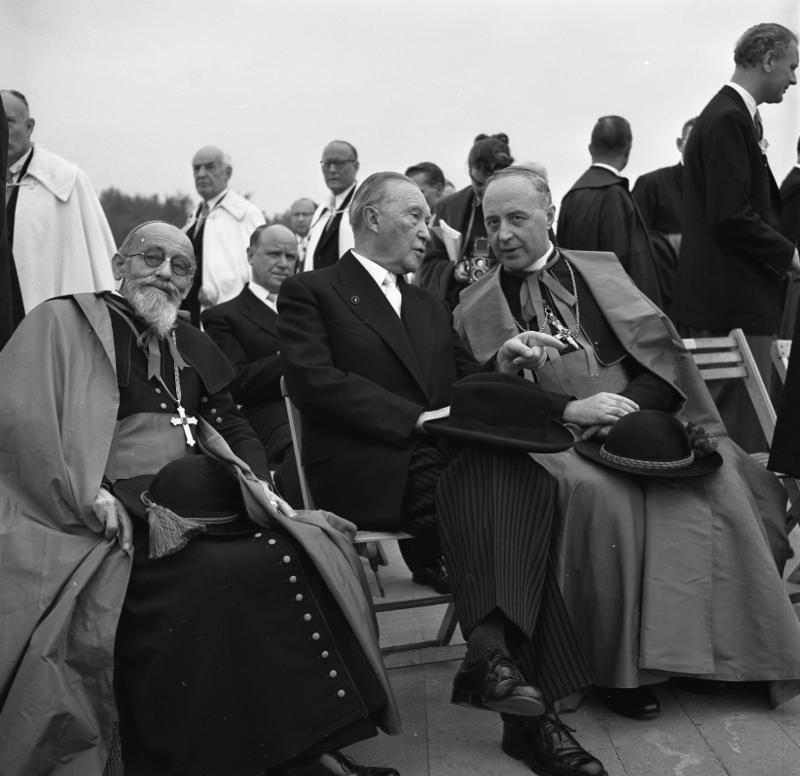
Великий магистр кардинал Эжен Тиссеран (слева), член Ордена Конрад Аденауэр — первый федеральный канцлер ФРГ (в центре) и Кардинал Джозеф Вендель (справа)

В 1496 году папа Александр VI учредил должность Великого магистра Ордена, однако занимали её в течение длительного времени римские папы. В 1949 году титул был передан членам Курии Ватикана под наблюдением папы римского и в тесной связи с патриархатом Иерусалима.
С этого времени должность занимали следующие прелаты и кардиналы:
- 1928 — Луиджи Барлассина;
- 1949 — Никола Канали;
- 1962 — Эжен Тиссеран;
- 1972 — Максимилиан де Фюрстенберг;
- 1988 — Джузеппе Каприо;
- 1995 — Карло Фурно;
- 2007 — Джон Патрик Фоли;
- 2011 — Эдвин Фредерик О’Брайен;
- 2019 — Фернандо Филони.

## Орден в России

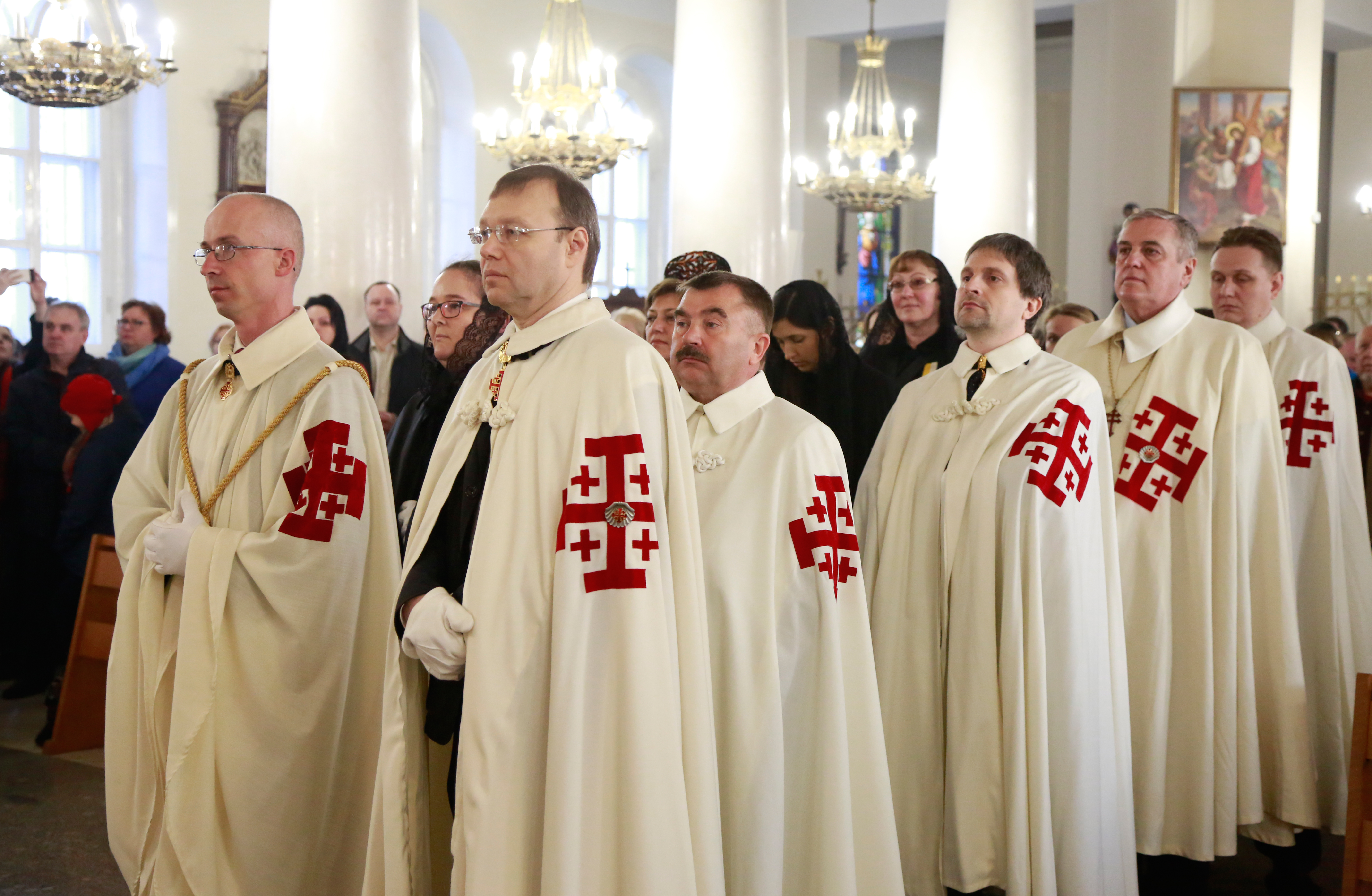
Инвеститура в России Ордена Гроба Господнего. Процессия в храме Святого Людовика в Москве

Декретом от 19 января 2010 Великий магистр назначил архиепископа Павла Пецци, митрополита архиепархии Божьей Матери в Москве Великим приором делегатуры Ордена в Российской Федерации.
Декретом от 4 февраля 2011 делегатуру Ордена возглавляет магистерский делегат, председатель общероссийского движения «Католическое наследие» Ярослав Александрович Терновский.
26 марта 2017 года прошла третья по счету Инвеститура для Магистерской Делегатуры в России. Церемонию возглавил Великий магистр Ордена кардинал Эдвин Фредерик О’Брайен. Ему сослужили члены Ордена: апостольский нунций в России архиепископ Челестино Мильоре и архиепископ-митрополит Павел Пецци.
27 апреля 2019 года состоялась самая многочисленная, четвёртая, инвеститура, на которой приняли рыцарское посвящение 6 кавалеров и 1 кавалерственная дама. Инвеституру снова совершил Великий магистр Ордена кардинал Эдвин О’Брайен.
1 января 2020 года Великий магистр возвёл российскую делегатуру до уровня лейтенанства и назначил Ярослава Александровича Терновского лейтенантом.